# Robert Auer
Robert Auer (Zagreb, 27. studenog 1873. – Zagreb, 8. ožujka 1952.), hrvatski secesijski slikar.

## Životopis
Robert Auer rođen je u bogatoj građanskoj obitelji, roditeljima Ferdinandu i Ameliji Auer. Braća su mu bili arhitekt Bela Auer, te Koloman Auer, koji je od oca naslijedio tiskaru. Robert se školuje na Obrtnoj školi, te odlazi na studij u Beč i München. Nakon studija uključuje se u zagrebačke umjetničke krugove, prije svega obilježene secesijskim pokretom. Slikari toga vremena udaljuju se od akademskog stila te, zajedno s kolegama iz Beča i Münchena, uvode veću slobodu u umjetnost.
Stekavši popularnost kao portretist više gradske klase, Auer je naslikao preko 150 portreta, te u tom razdoblju prodao gotovo sve slike. Auer je jedini hrvatski slikar koji izlaže na Münchenskoj secesijskoj izložbi 1896., a njegova djela dobivaju posebno priznanje u sklopu izlaganja hrvatskog slikarstva na Svjetskom sajmu u Parizu 1906. Slikarski studio smjestio je u vlastitoj vili u Rokovom perivoju, u blizini roditeljske Vile Auer, gdje je odrastao s braćom. Sa suprugom, slikaricom Leopoldinom Auer-Schmidt, vodio je privatnu školu i bio učitelj na Obrtnoj školi, odnosno profesor na Akademiji u Zagrebu.

## Djelo
Njegov je stil često povezivan sa secesijskim, upravo zbog školovanja na bečkoj i münchenskoj Akademiji u vrijeme kada je val secesije zahvaćao kulturna središta Europe, te je mladi slikar vrlo rano usvojio stilske karakteristike novoga pravca. Kao profesor na Akademiji likovnih umjetnosti u Zagrebu vodio je dekorativni odjel. Naslikao je više od 150 portreta i jednako toliko aktova i simbolističnih alegorijskih kompozicija. Iako je njegova umjetnost nakon Drugog svjetskog rata okarakterizirana kao buržoaska, te je kao trag visoko estetizirane građanske kulture bivala gurnuta na marginu, njezinu su istinsku vrijednost prepoznavali najčešće kolekcionari, koji su rado svoje kolekcije popunjavali Auerovim aktovima kao nezaobilaznim dijelovima svake ozbiljne zbirke koja je pohranjivala djela hrvatske moderne.
Robert Auer je slikar koji se nije obazirao na trendove i časovite mode, dosljedno je razrađivao jednu slikarsku koncepciju čitav život. Bravurozna tehnika i majstorsko vladanje metijerom osigurali su mu brojne narudžbe, a iznimne slikarske kvalitete nadišle su sveopći zakon za inovacijom. U duhu secesije bavio se i raznim vrstama primijenjene umjetnosti, dekoriravši vrata, namještaj i sl.
Nakon gotovo 70 godina bez izlaganja njegovih djela, 2010. godine Galerija Klovićevi dvori izvela je retrospektivu s preko stotinu Auerovih slika.